# Grand Trianon

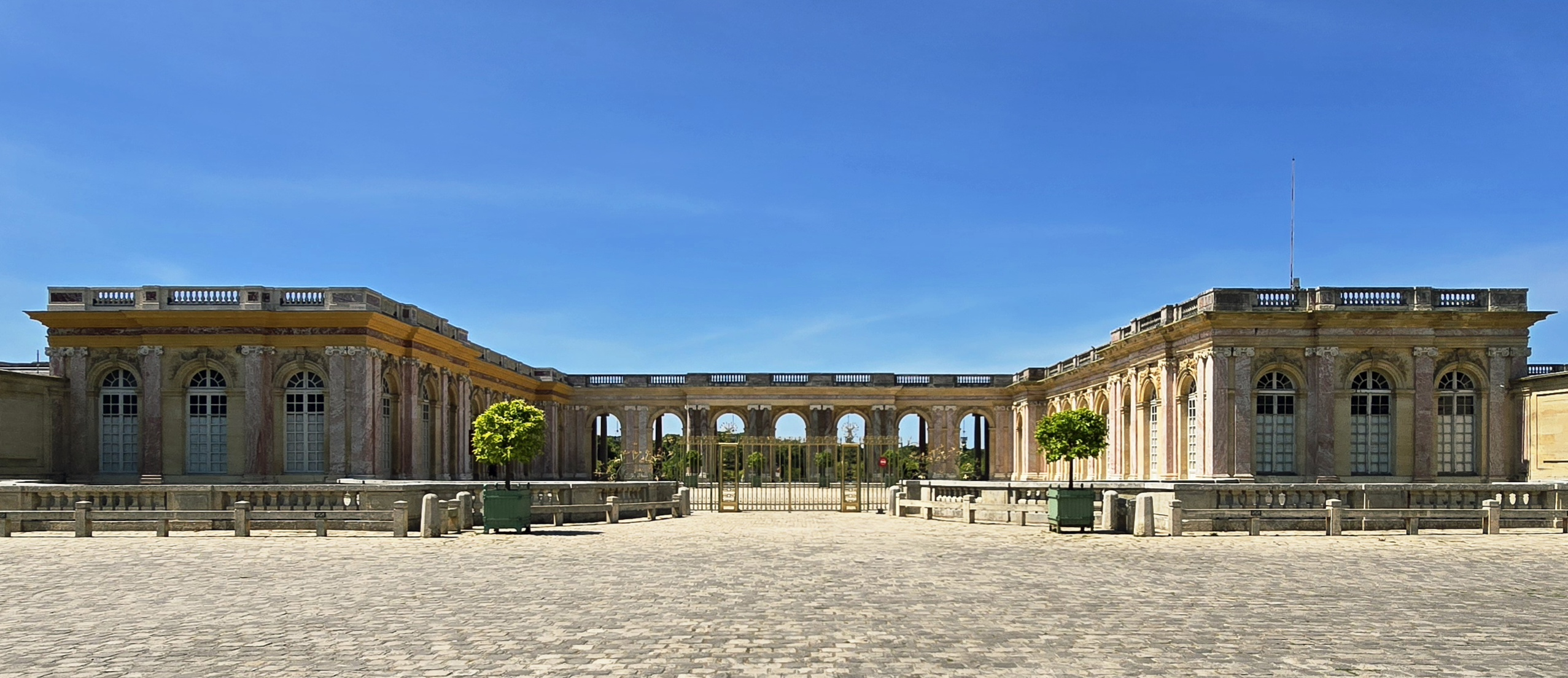
Der Ehrenhof

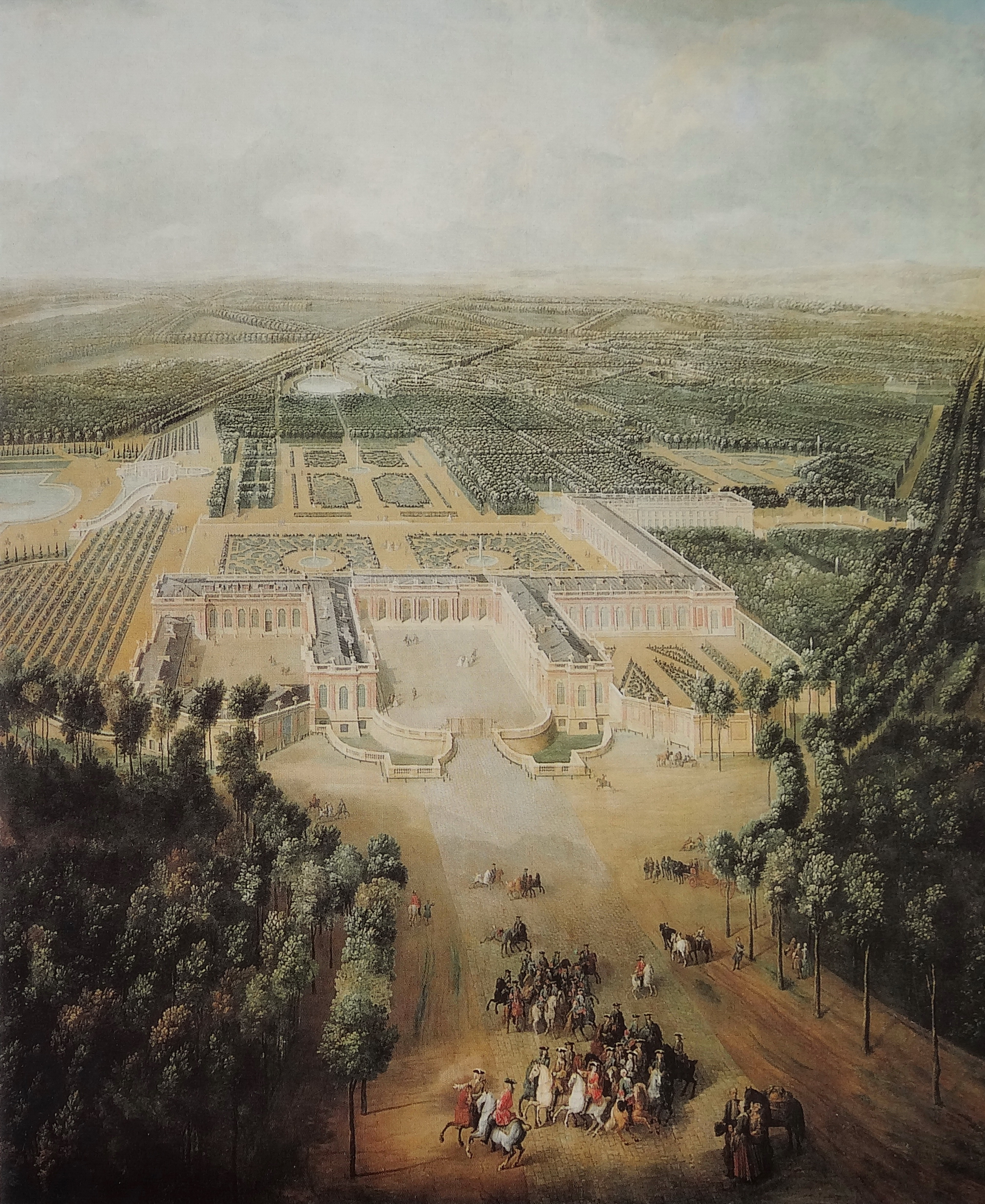
Grand Trianon, Vogelperspektive um 1700. Blick durch den Ehrenhof zum Schloss, rechtwinklig führt der Galerieflügel zum Trianon sous Bois

Das Grand Trianon oder auch Große Trianon ist ein Lustschloss im Park des Schlosses von Versailles bei Paris in Frankreich, das König Ludwig XIV. nach den Plänen des Architekten Jules Hardouin-Mansart als privaten Rückzugsort errichten ließ.

## Geschichte
Ludwig XIV. erwarb 1665 das an der Stelle des heutigen Parkschlosses gelegene Dorf Trianon, um den Schlosspark von Versailles zu erweitern. Nach Abtragung des Dorfes wurde von 1670 bis 1672 von Louis Le Vau ein Ensemble aus einem größeren und vier kleineren um einen Hof gruppierten Pavillons errichtet. Der größere Königspavillon, der aus einem zentralen Salon sowie einem „Appartement de Diane“ und einem „Appartement des Amours“ bestand, sollte kurzen Aufenthalten dienen, die anderen Pavillons waren zur Zubereitung von Mahlzeiten bestimmt. Die Gebäude waren üppig mit Fayencekacheln verziert, weshalb das Schloss Trianon de Porcelaine genannt wurde. Der Fayenceschmuck erwies sich als nicht winterfest und schon nach wenigen Jahren waren die Fliesen zu einem großen Teil gesprungen und das Ensemble in einem schlechten Zustand.
Der König entschied dann, anstelle des Königspavillons ein größeres Schloss zu errichten, welches ihm abseits von Versailles als Ruheort dienen sollte. Es wurde von 1687 bis 1688 durch Jules Hardouin-Mansart erbaut. Dieses Gebäude wurde mit edlen Marmorsorten gestaltet und Trianon de Marbre genannt; es behielt diesen Namen bis zum Bau des benachbarten Petit Trianon. Hierhin zog sich der König mit seiner Favoritin Madame de Maintenon zurück, hier konnte er sich von der Etikette und dem Hofzeremoniell erholen. Der Besuch von Trianon war, anders als der von Versailles, nicht jedermann gestattet und eine Einladung des Königs war eine außerordentliche Ehre. Mit dem Grand Trianon und dem 1679 begonnenen Schloss Marly-le-Roi schuf Ludwig XIV. die beiden Prototypen der barocken Maison de plainsance (Lustschloss). 
Das Schloss war auch nach dem Tode Ludwigs XIV. – nach einer kurzen Zeit des Leerstands – einer der bevorzugten Aufenthaltsorte seiner Nachfolger. Lediglich durch den Bau des Petit Trianon verlor das große Vorbild an Bedeutung, der Hof scharte sich nun um Marie-Antoinette, die als spätere Besitzerin des Kleinen Trianon dort eine ganze Epoche prägte.
Auch Napoléon bezog kurzzeitig einige Räume des Grand Trianon – welches er ursprünglich seiner Mutter zudachte – und ließ das Schloss und einige Räume für sich herrichten, nachdem das nun über hundert Jahre alte Gebäude marode geworden war.
1920 wurde hier der Vertrag von Trianon zwischen der Entente und dem Königreich Ungarn unterzeichnet, einer der Pariser Vorortverträge, welche das Ende des Ersten Weltkrieges besiegelten.

## Architektur

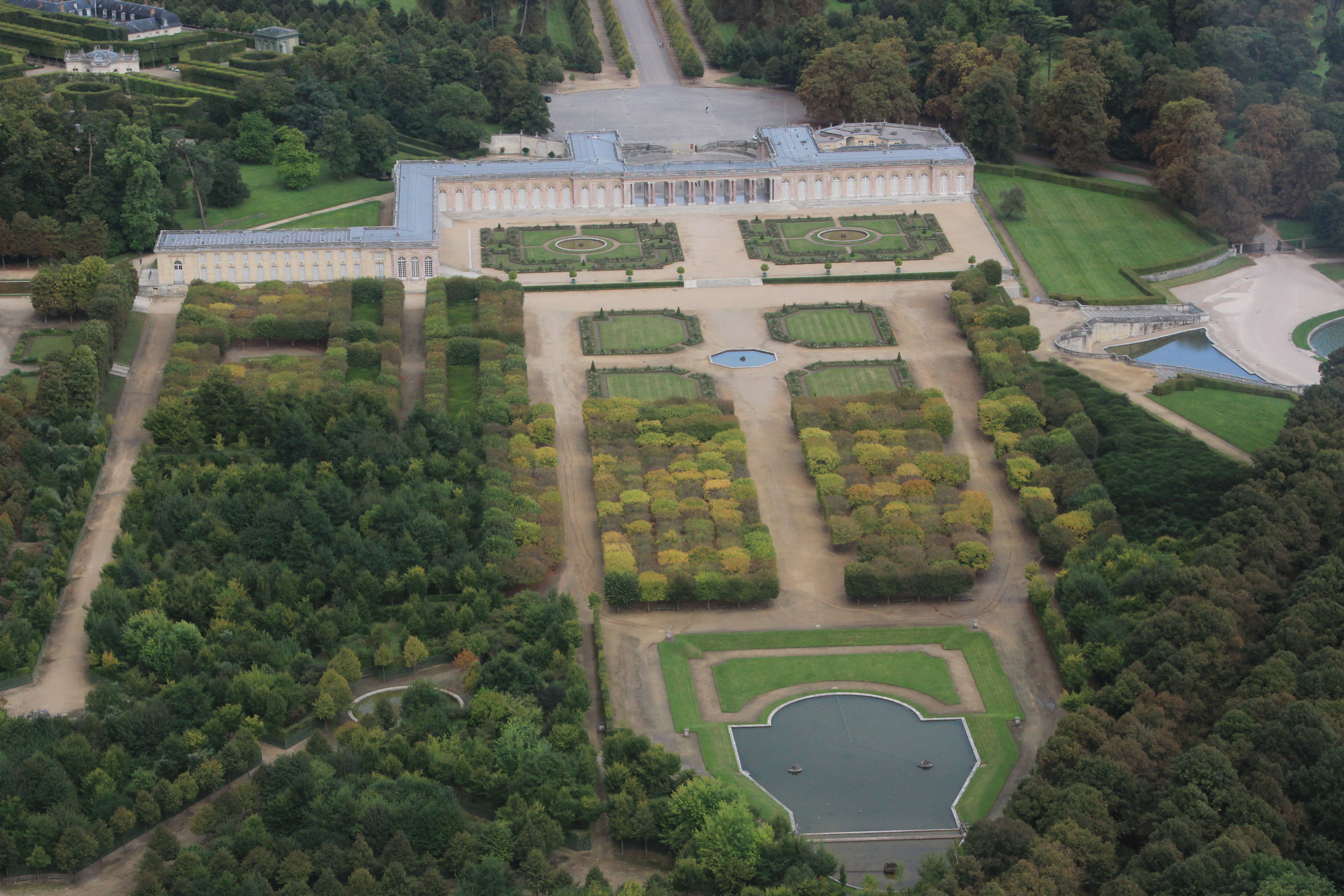
Gesamtanlage

Das Grand Trianon erstreckt sich als mehrflügeliger Bau nördlich des Großen Kanals. Den Mittelpunkt bildet das Peristyl, eine Säulenhalle, von der die einzelnen Gebäudeabschnitte wegführen. Die offene, den Blick in die Gärten freigebende Halle ist in dieser Gestalt auf direkte Veranlassung des Königs errichtet worden, der eine Durchsicht vom Ehrenhof in die Gärten verlangte und den Raum im Sommer als luftigen Speisesaal zu nutzen gedachte. Während des 19. Jahrhunderts war das Peristyl zeitweise mit großen Fenstertüren verschlossen, heute zeigt es sich wieder in seinem ursprünglichen Bild. Die Balustraden, die das flache Dach des Grand Trianon verbergen, waren bis zur französischen Revolution mit Statuen, Vasen und Trophäen dekoriert, dieser Schmuck wurde damals jedoch geplündert und nicht wiederhergestellt.
Abgesehen vom Nordflügel, dem sog. Trianon sous Bois, ist das gesamte Gebäude einstöckig und vermittelt so durch die großen Rundbogenfenster einen Eindruck von Weite und Großzügigkeit. Der Flügel Trianon sous Bois ist mit der symmetrischen Gartenfassade des Grand Trianon durch einen langen Galeriebau verbunden und war unter anderem der bevorzugte Wohnort der Liselotte von der Pfalz.
Während der Zeit, die das Schloss bewohnt wurde, sind in der Ausstattung immer wieder Veränderungen vorgenommen worden, so zeigen sich einige Räume noch immer in ihrer barocken Dekoration, besonders die von Napoléon bewohnten Räume sind jedoch im Stile des Empire umgestaltet.
Seit der Regierungszeit Charles de Gaulles ist im Trianon sous Bois eine Wohnung für das französische Staatsoberhaupt eingerichtet. Das Schloss wird von der französischen Regierung auch heute noch für Empfänge und ähnliche Veranstaltungen genutzt, ist für Besucher aber sonst geöffnet.

## Garten
Rund um das Schloss befinden sich die barocken Gartenanlagen, welche die Bedeutung des Trianon als Gartenschloss noch unterstreichen. Zur Zeit des Sonnenkönigs waren die Blumen in den Broderieparterres nicht direkt in die Erde gepflanzt, sondern es wurde ein System von tönernen Töpfen entwickelt, das es möglich machte, die Pflanzen in kurzer Zeit durch andere zu ersetzen. So konnte der Blumenschmuck innerhalb weniger Stunden vollständig ausgetauscht werden.
Die Gartenanlagen gehen direkt in den Park des Petit Trianon über und bilden mit diesem einen eigenen Bereich innerhalb des Versailler Schlossparks.

## Bilder

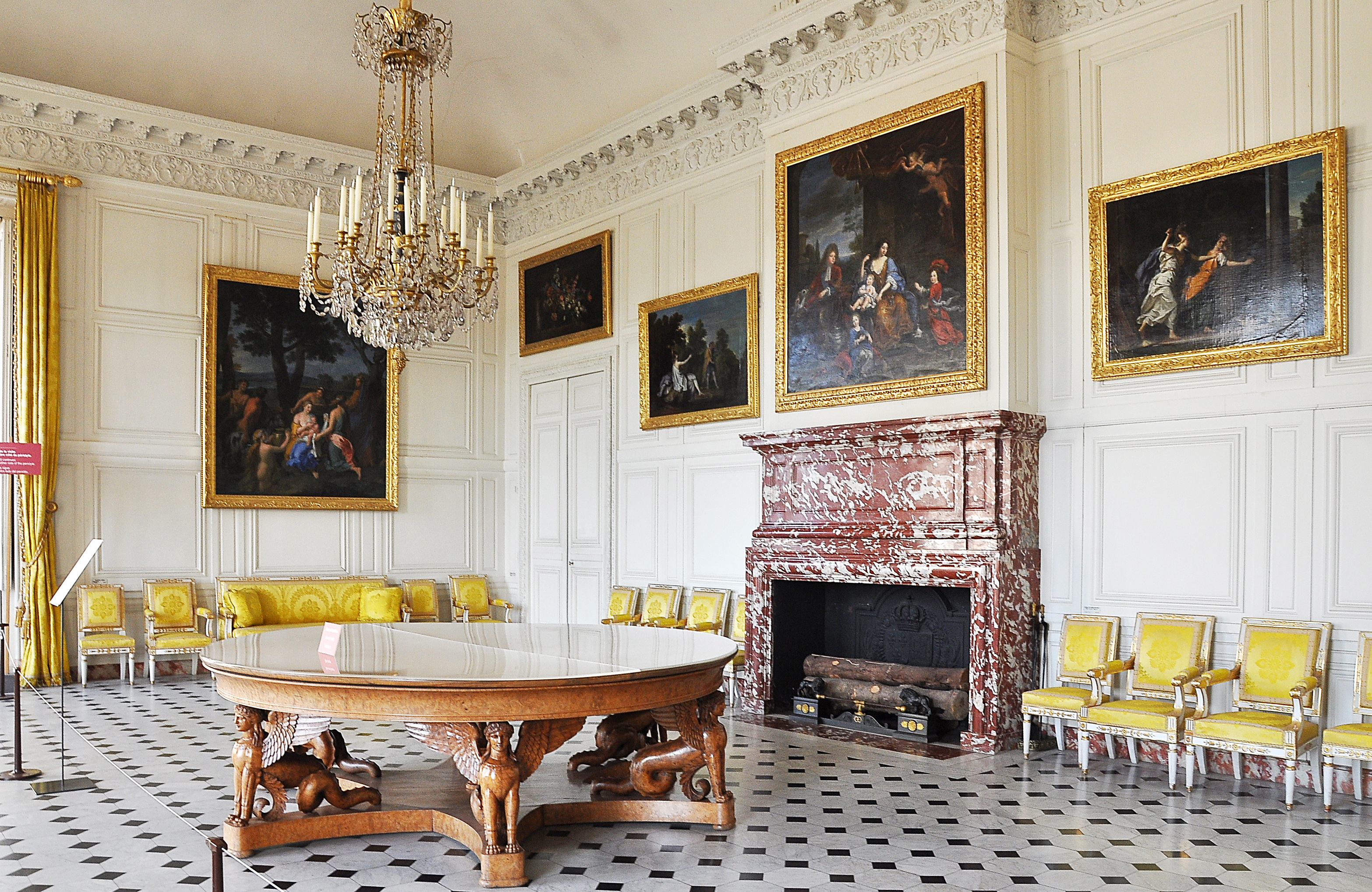
Das Vorzimmer mit Napoléons Empire-Möbeln
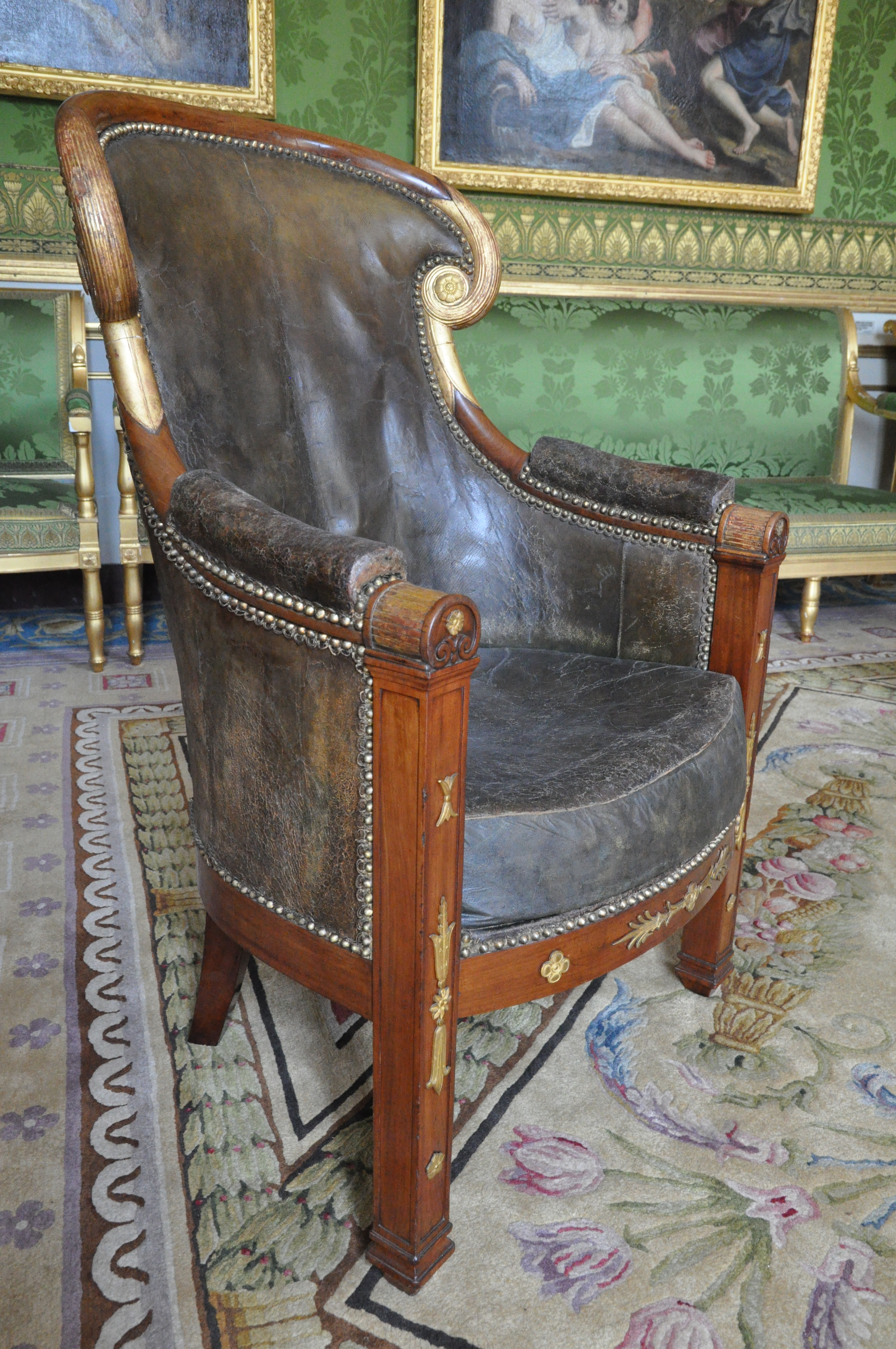
Sessel Napoléons
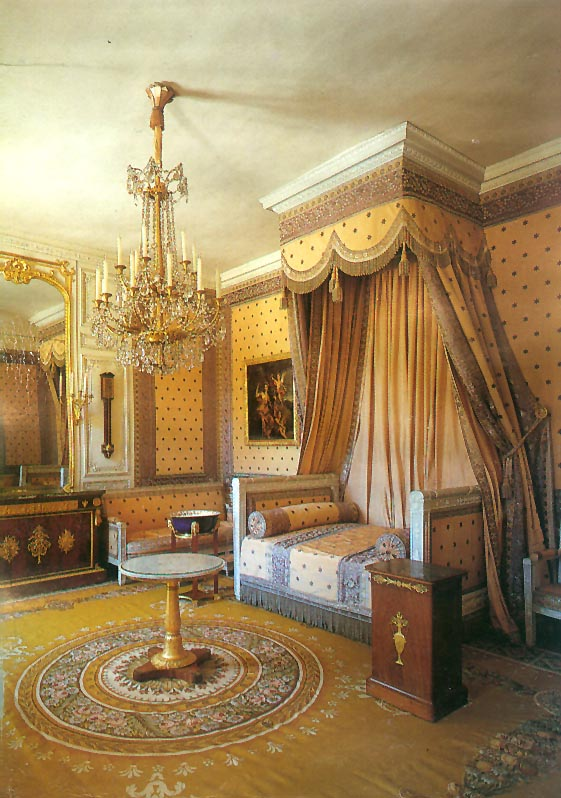
Schlafzimmer Napoléons
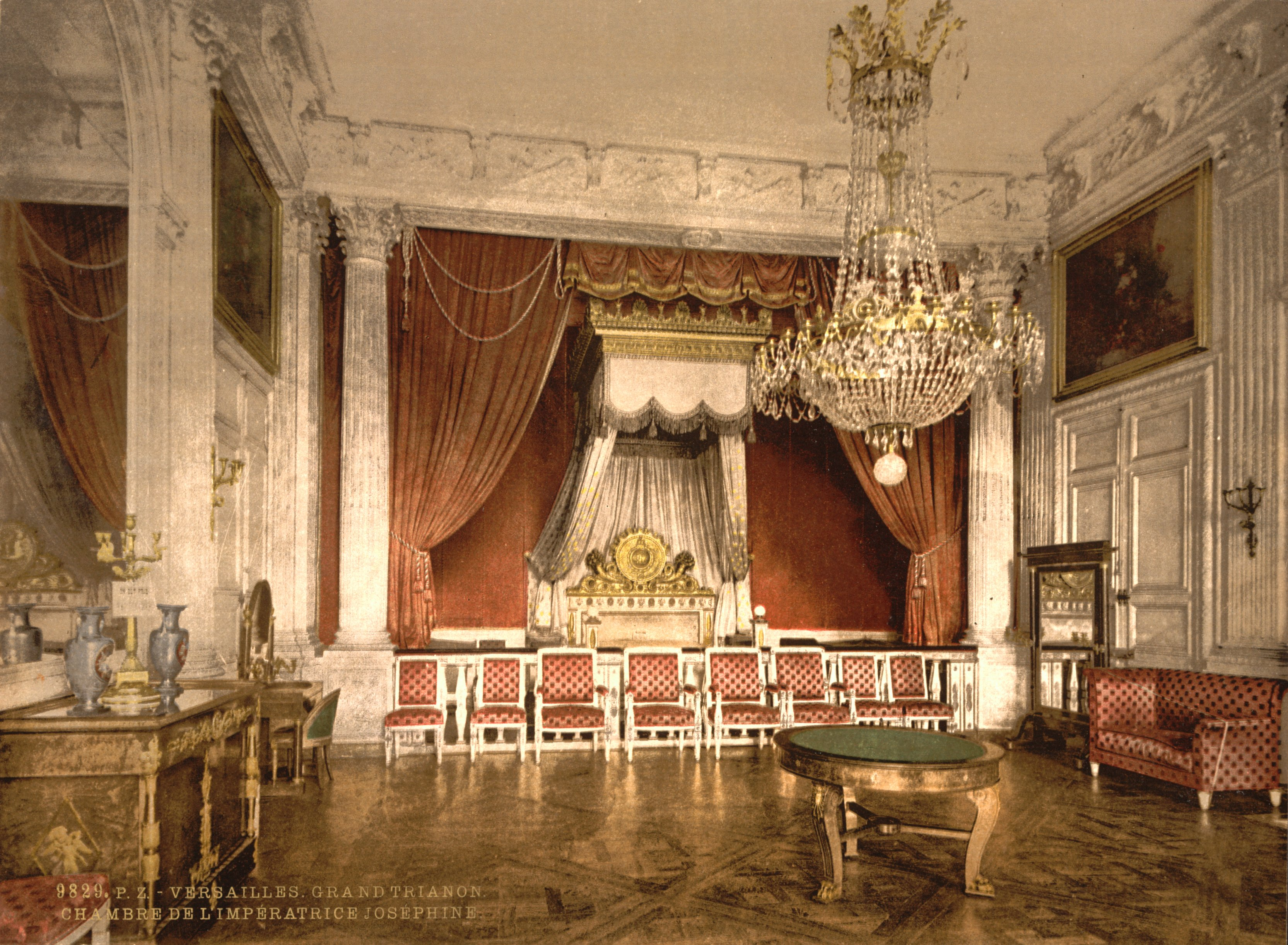
Schlafzimmer der Kaiserin Joséphine
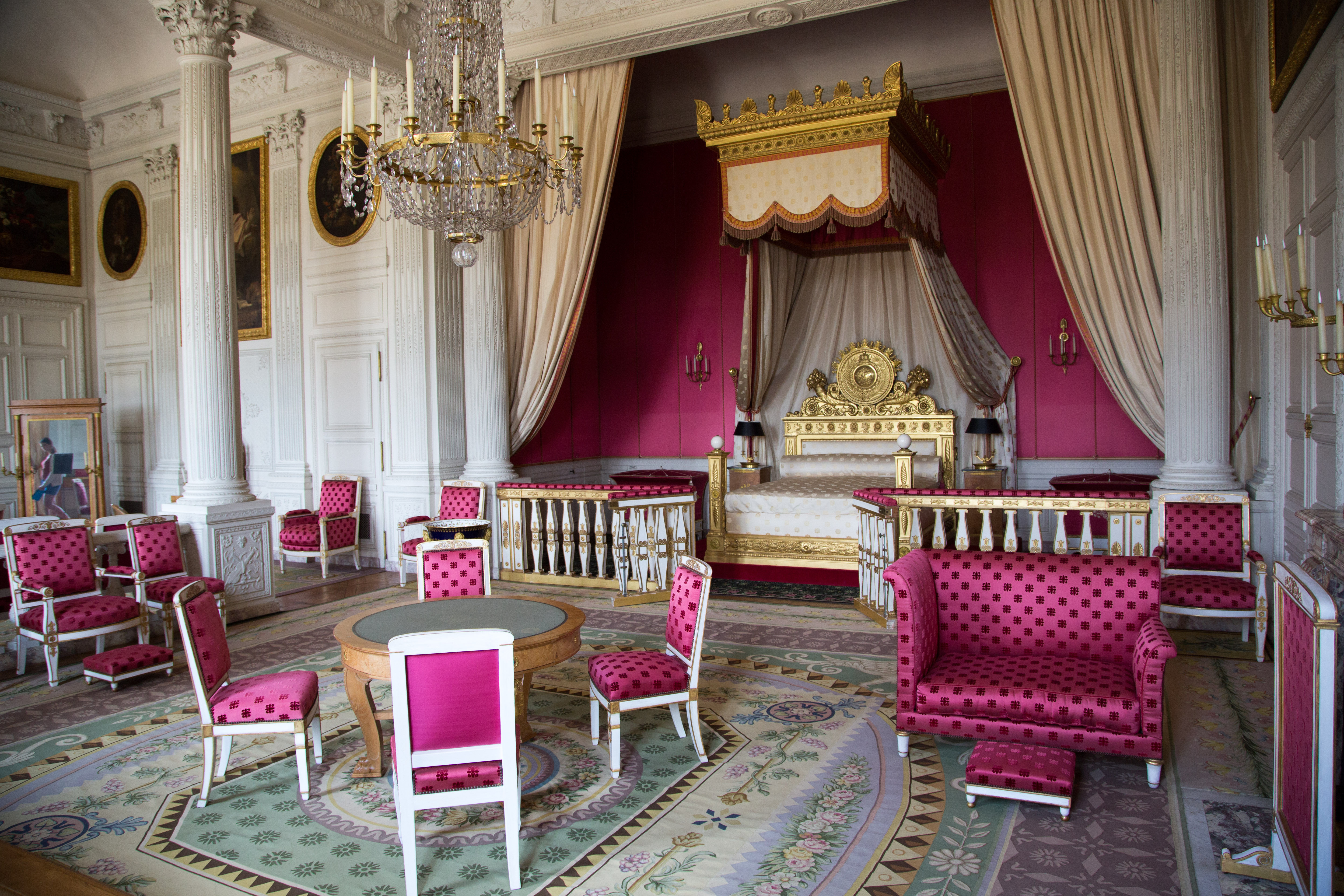
Schlafzimmer der Kaiserin Marie Louise
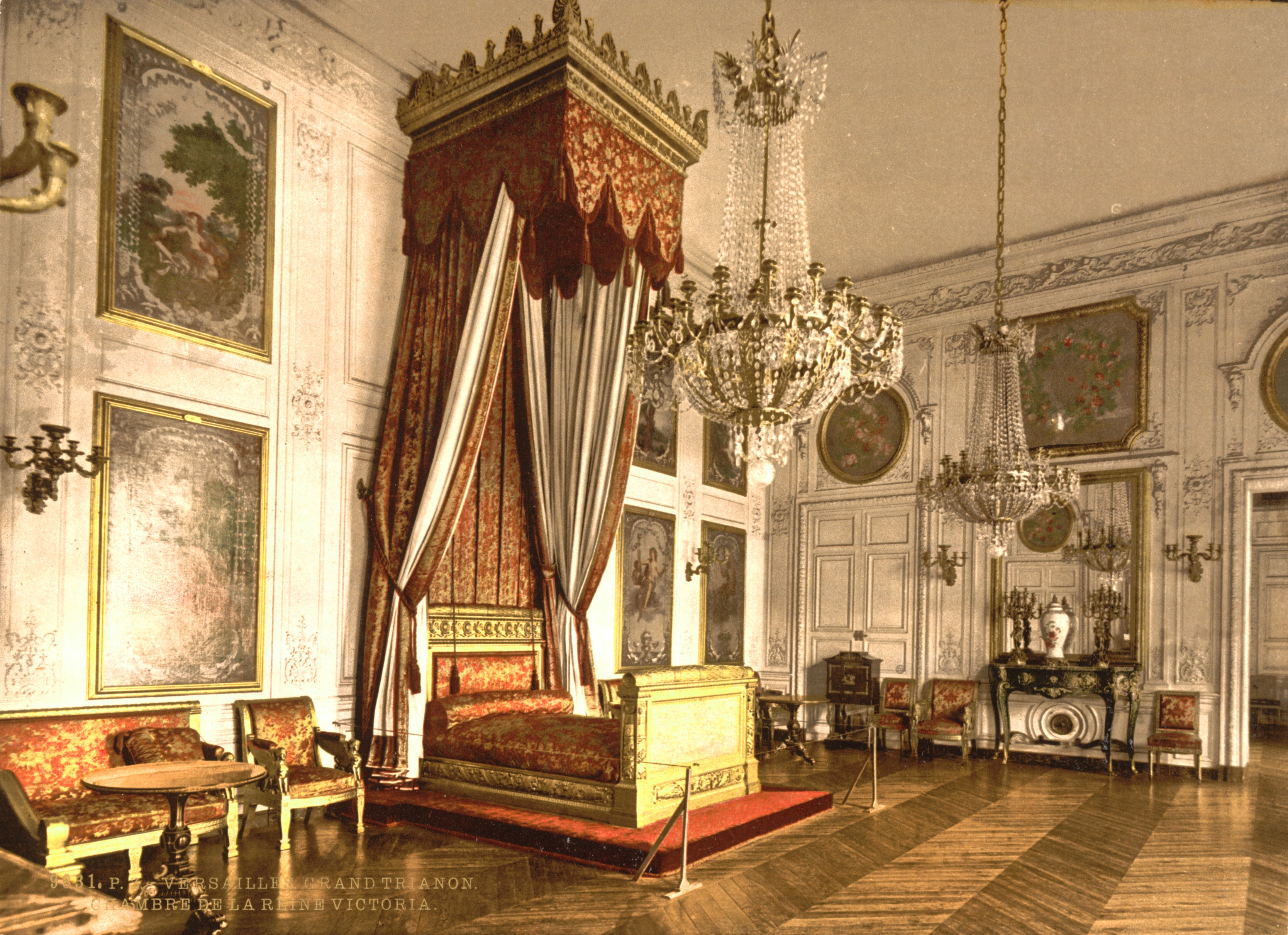
Staatsgäste-Zimmer („Schlafzimmer der Queen Victoria“)
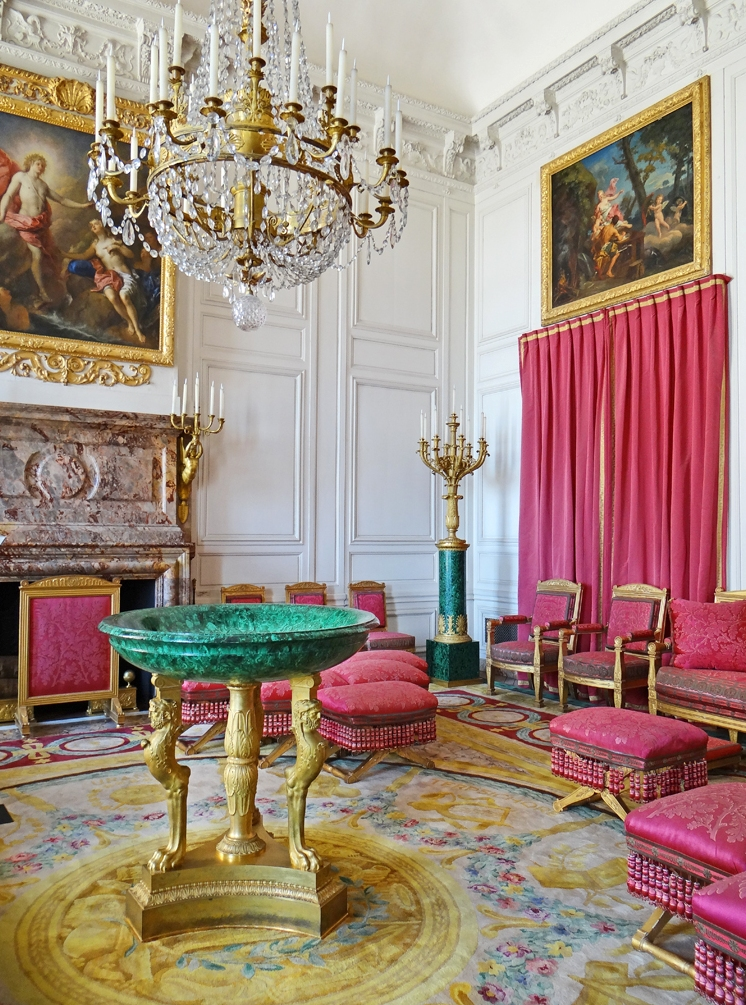
Malachit-Raum mit den Geschenken Zar Alexanders I.
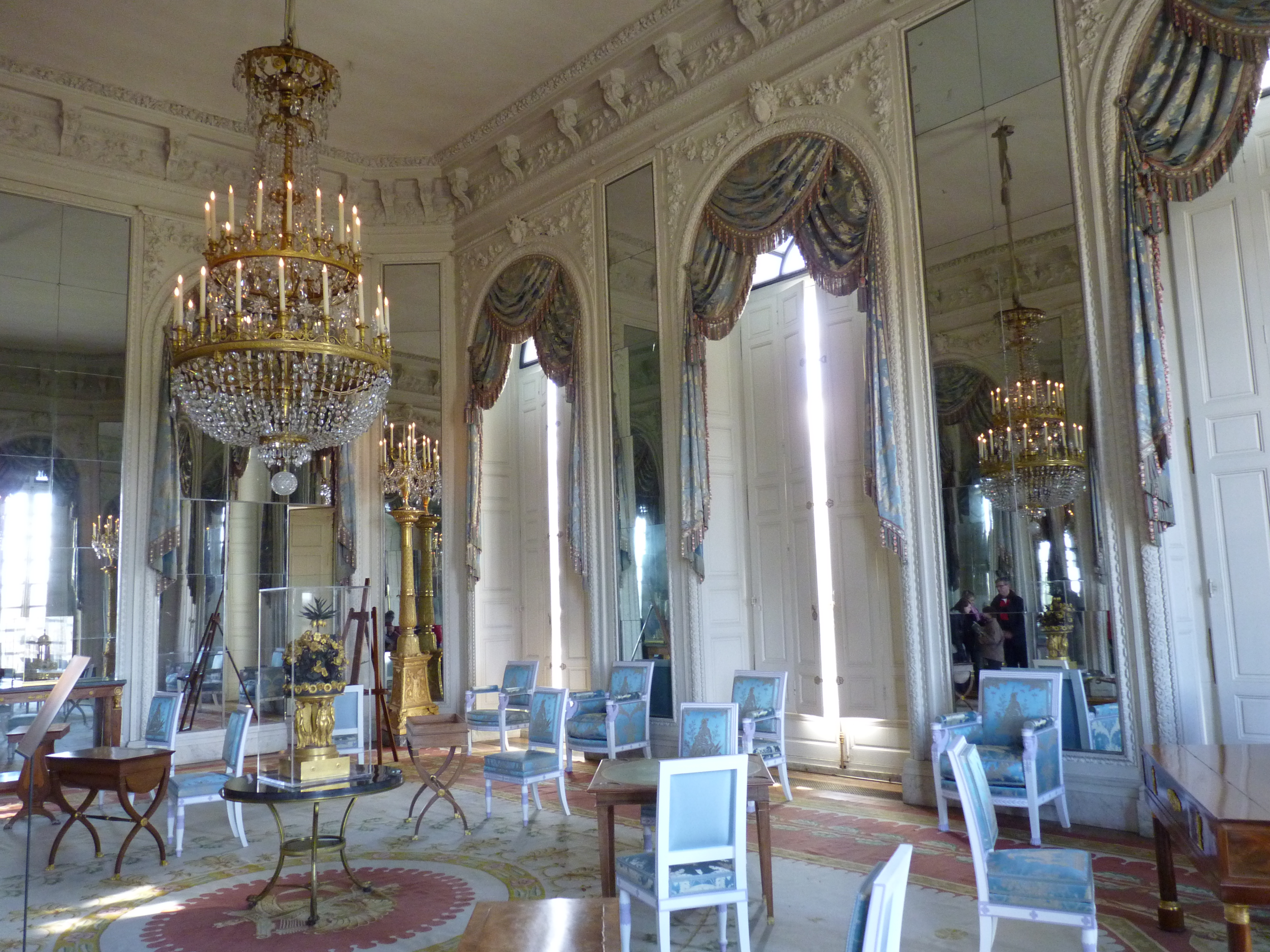
Spiegelsalon
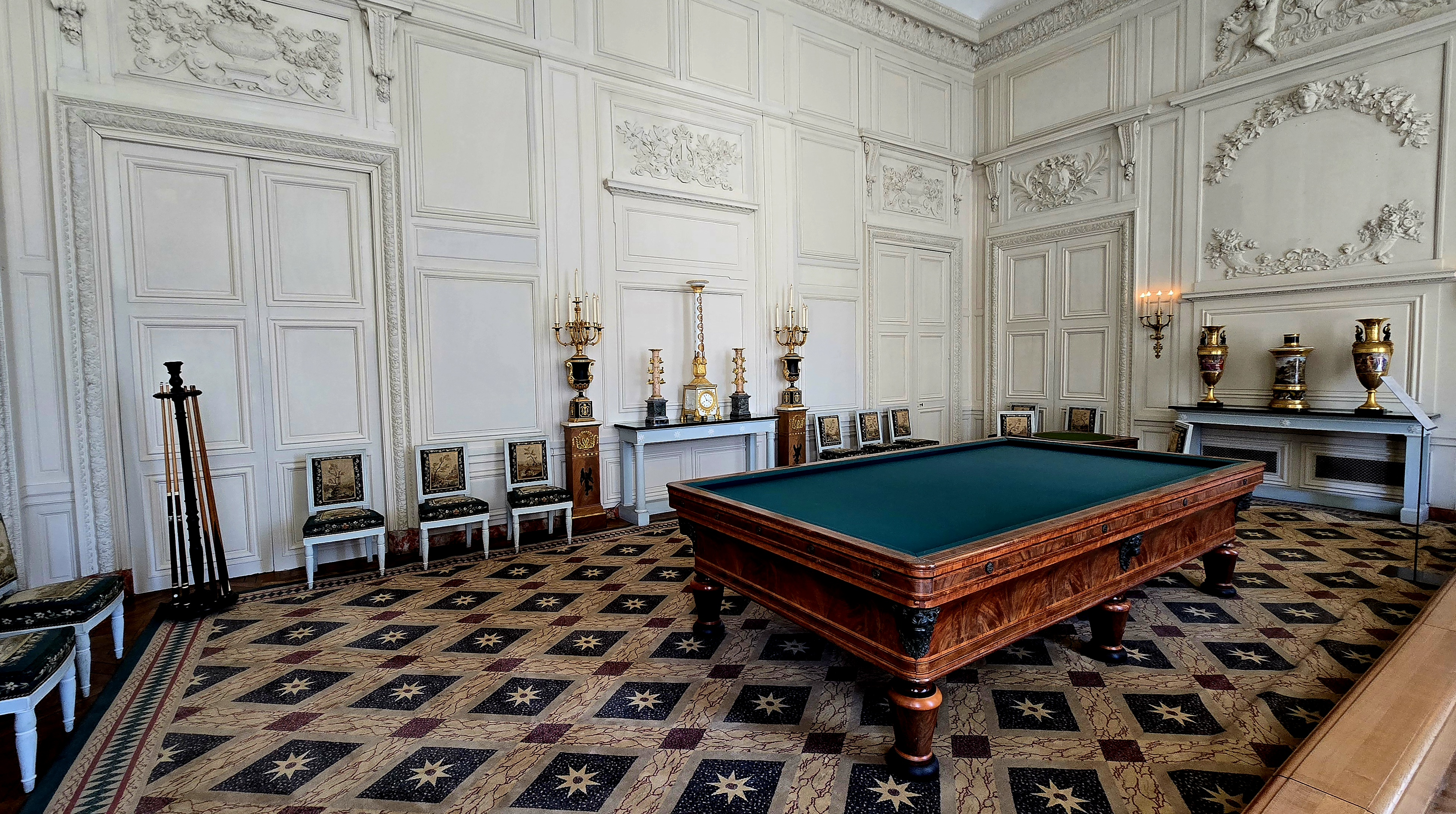
Musikzimmer mit Billard
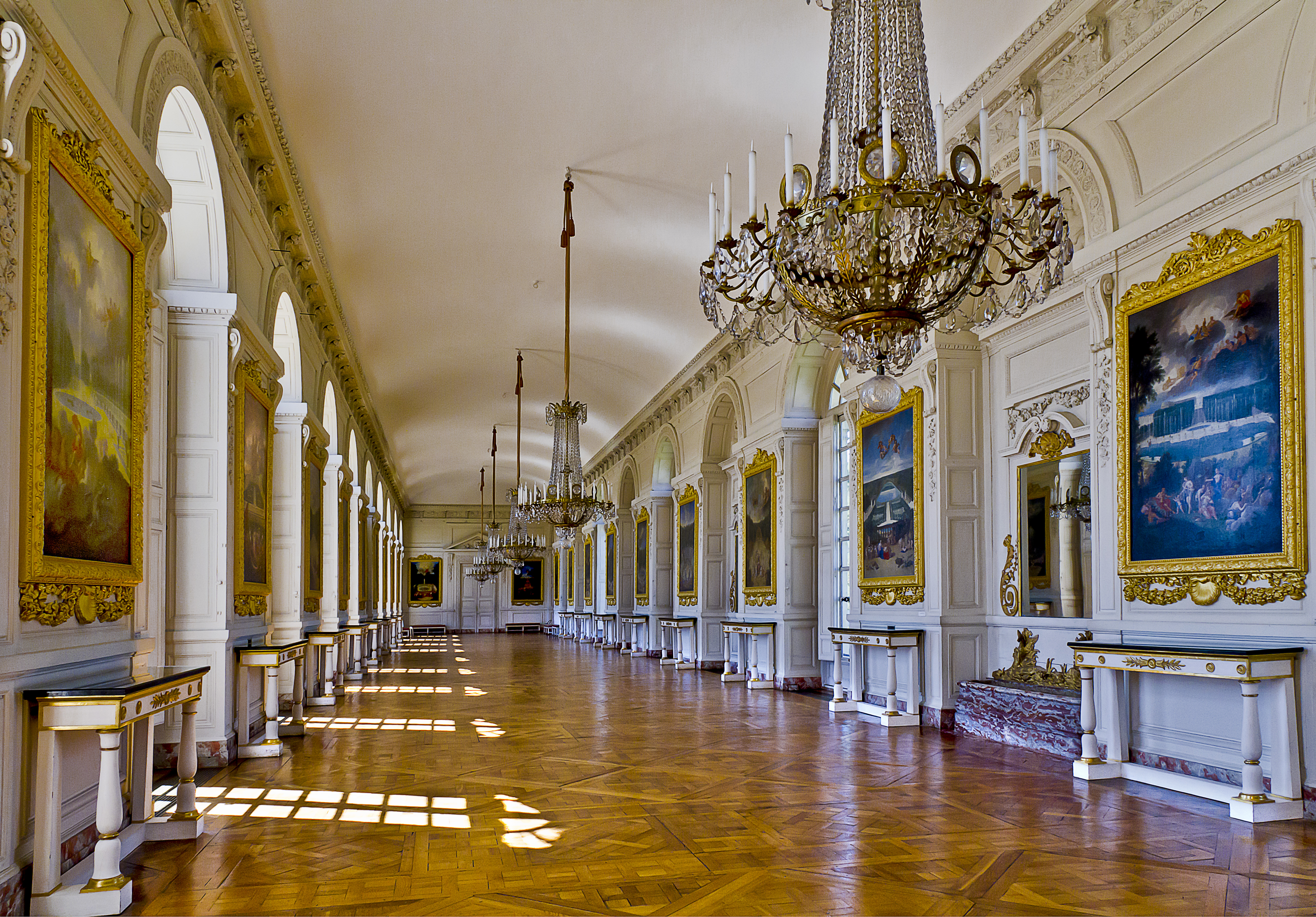
Galerie des Cotelles, Ort der Unterzeichnung des Vertrags von Trianon vom 4. Juni 1920
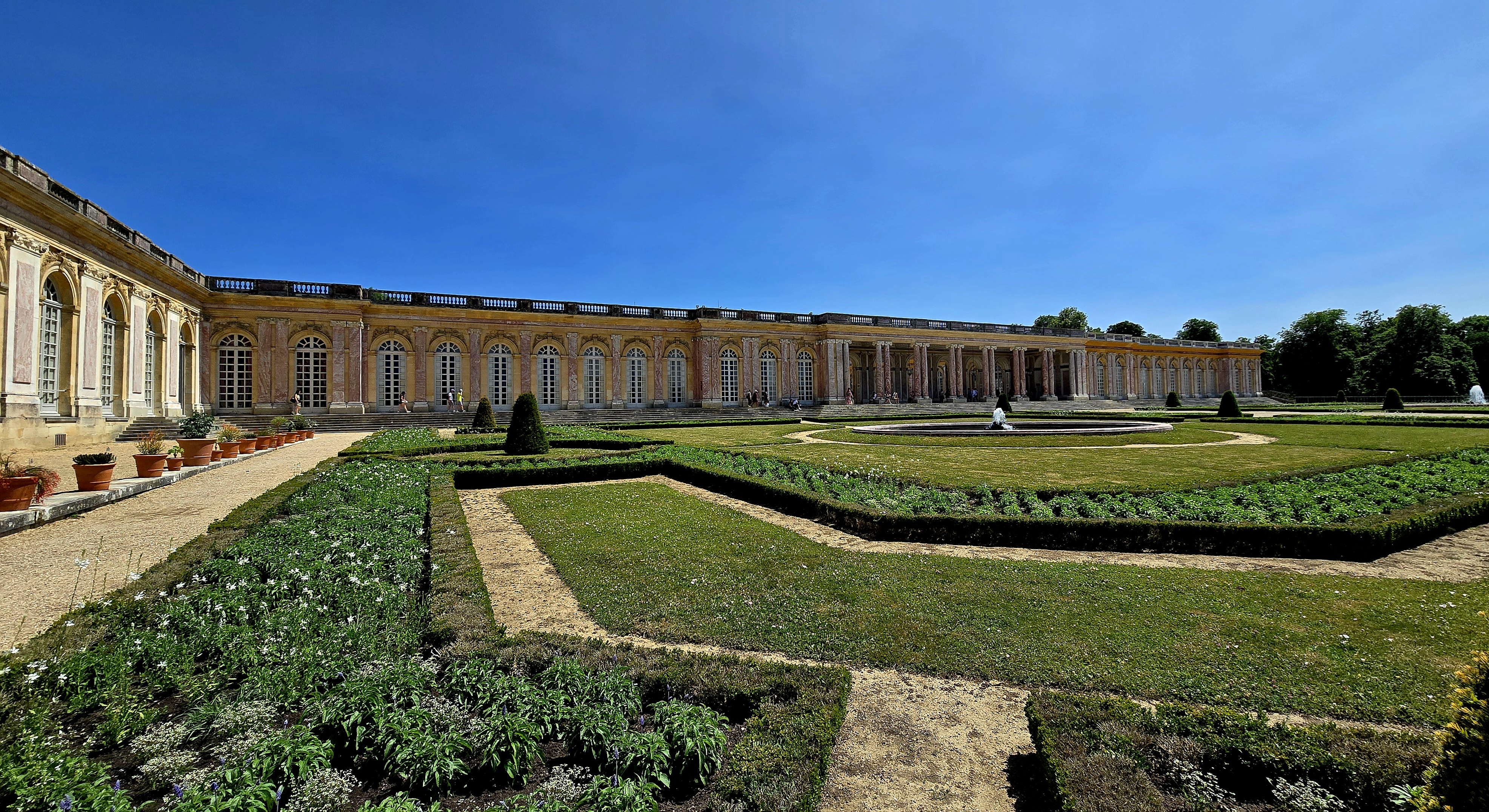
Grand Trianon, Blick über den Garten zum Peristyl